# The Family Way
The Family Way è il primo album da solista di Paul McCartney, l'unico prima dello scioglimento dei Beatles, pubblicato nel 1967; è la colonna sonora del film Questo difficile amore (The Family Way) diretto da Roy Boulting. Venne premiata con l'Ivor Novello.

## Descrizione
Rappresenta l'album d'esordio come solista del musicista inglese, sua prima opera solista realizzata in collaborazione con George Martin e la sua orchestra. Rappresenta anche il suo primo episodio di approccio alla musica classica (i successivi lavori che seguiranno questa direzione saranno Liverpool Oratorio (1991), Standing Stone (1997), Working Classical (1999) e Ecce Cor Meum (2006)). Venne pubblicato anche un singolo, Love in the Open Air, un pezzo composto da McCartney sempre per il film e musicato dalla George Martin Orchestra, dall'atmosfera più pop rispetto all'album.
L'album è stato ristampato su CD nel 1995, senza tracce aggiuntive; un'ulteriore ristampa, pubblicata nel 2011 dall'etichetta Varése Sarabande, riporta la versione originale della colonna sonora, senza alcuna aggiunta.

## Registrazione
I brani della colonna sonora vennero registrati in tre giorni di sedute ai CTS Studios di Londra, tra il novembre e il dicembre 1966. La George Martin Orchestra e un gruppo di session-men denominati Tudor Minstrel suonarono nelle tracce e Paul McCartney seguì il lavoro in studio.

## Tracce
Nell'edizione 1995, tutte le canzoni sono composte da Paul McCartney, eccetto ove indicato.
1. Variation No. 1 – 3:14
2. Variation No. 2 – 2:01
3. Variation No. 3 – 2:00
4. Variation No. 4 – 2:59
5. Variation No. 5 – 2:25
6. Variation No. 6 – 0:52
7. Variation No. 7 – 3:18
8. Variation No. 8 – 2:51
9. Variation No. 9 – 2:50
10. Ode to the Child (Hymne à l'Enfant) – 4:12 (testo: Dwight Baker, Leonie Gane – musica: Jean-Marie Benjamin)
11. Theme – 0:59
12. Variation I – 2:00
13. Variation II – 1:48
14. Variation III – 2:30
15. Variation IV – 1:48
16. Variation V – 1:42
17. Capitaine Bonhomme – 2:48 (Gilbert LaCombe, Michel Noël)
18. Le Pirate Maboule – 3:53 (Herbert Ruff, P. Thériault)
19. Sol et Gobelt – 3:30 (Luc Durand, Herbert Ruff)
20. Grujot et Delicat – 2:47 (Herbert Ruff, Pierre Thériault)
21. Monsieur Surprise – 2:22 (Herbert Ruff, Pierre Thériault)
22. Sarajevo – 4:54 (Carl Aubut)

## Musicisti
- Paul McCartney – basso, pianoforte, voce
- George Martin – direttore d'orchestra
- Andre Moisan – clarinetto
- Carl Aubut – chitarra, flauto
- Claire Marchand – flauto
- Elaine Marcil – violino
- Marie-Josee Arpin – violino
- Therese Motard – violoncello
- Margot Aldrich – viola, voce
- Claudel String Quartet: quartetto d'archi